# Dijon

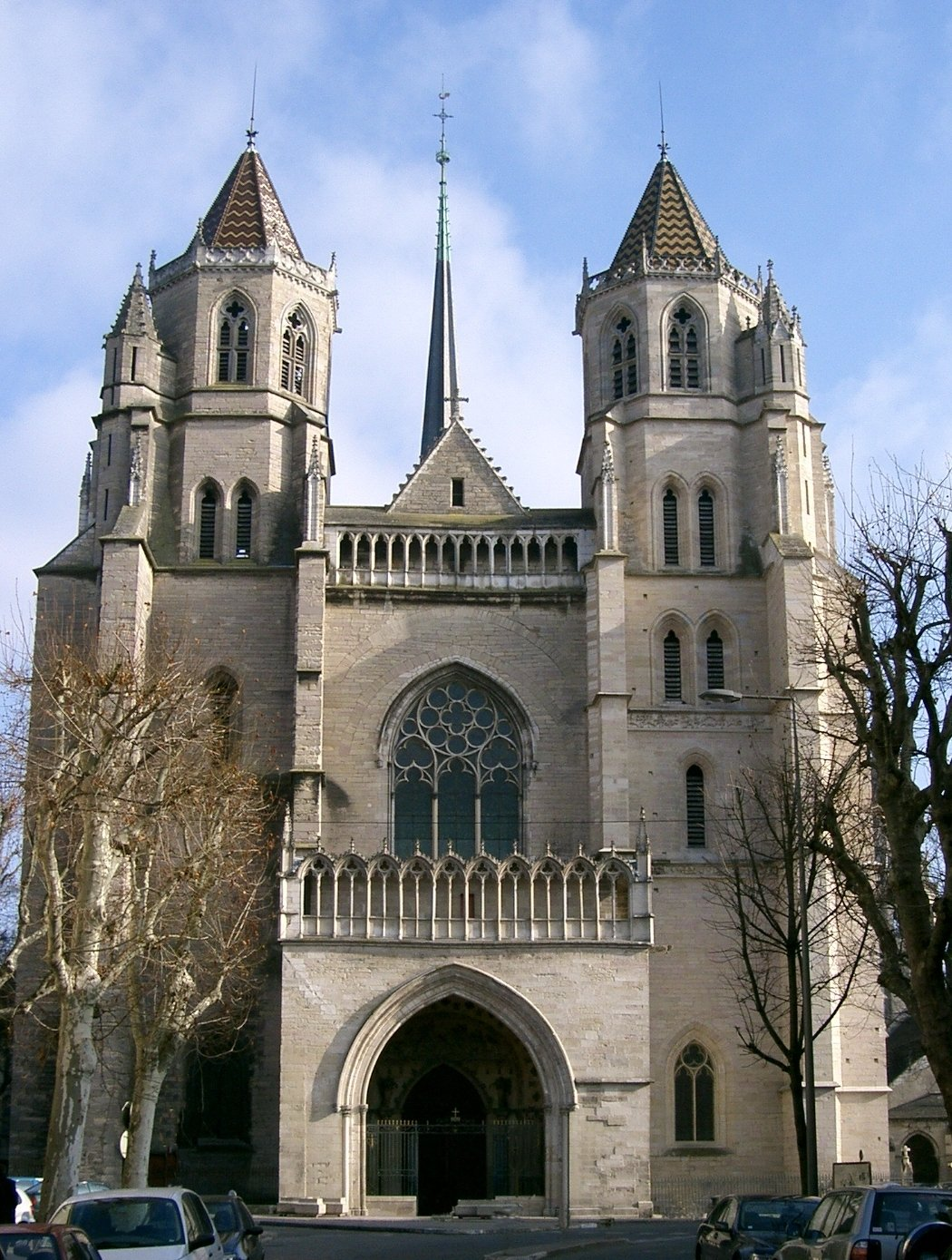
Katedrála svatého Benigna

Dijon [dyžon] je historické město na východě Francie na řece Ouche, hlavní město departmentu Côte-d'Or a regionu Burgundsko-Franche-Comté, ve středověku sídlo mocných burgundských vévodů. Má 151 000 obyvatel, je to důležité středisko obchodu a průmyslu i dopravní uzel. Je sídlem arcibiskupství, Burgundské univerzity, ENS Dijon a dalších škol. Nedaleko města pramení řeka Seina.
Je střediskem burgundské vinařské oblasti a obchodu s vínem, nejznámějším dijonským produktem je „dijonská hořčice“. Každým rokem na začátku září probíhá v Dijonu vinobraní, kterého se účastní různé folklorní soubory z celé Evropy včetně zastoupení z Moravy. Každé tři roky pořádá Dijon mezinárodní výstavu květin Florissimo. Na severozápadě města se nachází závodní dráha Dijon-Prenois, která je místem mnoha motoristických událostí. V minulosti se zde jezdila i Grand Prix Francie vozů Formule 1.

## Historie
Místo bylo osídleno už v době halštatské, Římané zde založili tábor a město Divionum a počátkem 3. století zde zemřel maloasijský misionář Benignus z Dijonu. Kolem roku 500 zde porazil francký panovník Chlodvík I. Burgundy a kolem roku 1000 se město stalo sídlem burgundských vévodů. Roku 1187 získalo městská práva, postavilo hradby a založilo nemocnici Charité. Po smrti Filipa Burgundského 1361 dostal město syn francouzského krále Jana Dobrého Filip Smělý. Po smrti Karla Smělého 1477 připadlo Burgundsko Francii a král Ludvík XI. zřídil burgundský parlament. V 17. století začíná rozvoj města, 1722 byla založena univerzita, 1725 obnoveno biskupství a roku 1740 založil parlament Akademii věd a umění a botanickou zahradu. Roku 1833 byl dokončen Burgundský kanál, roku 1844 bylo město připojeno k železnici a dále rostlo. Roku 1940 bylo bombardováno nacisty a obsazeno, 1944 osvobozeno. Synagogu z roku 1870 zachránil starosta Kir před zbořením.

## Zajímavost
V případě vypuknutí války mezí západním a východním blokem během Karibské krize měla Československá armáda postupovat přes Západní Německo až do francouzského města Dijon, kde měla být definitivně zničena a nahrazena Sovětskou záložní armádou.

## Pamětihodnosti
- Vévodský palác – historické sídlo burgundských vévodů, dnes radnice, na Place de la Libération osazeném pásy vodotrysků s působivým nočním nasvícením
- Gotická Katedrála svatého Benigna Dijonského z let 1271–1325 na místě velkolepé pětilodní stavby z 11. stol. V bývalých klášterních budovách je archeologické muzeum
- Gotický kostel Notre-Dame z let 1230–1251
- Kostely sv. Štěpána, sv. Michaela archanděla, sv. Jana a sv. Filiberta
- Convent des Bernardines – bývalý ženský klášter
- Botanická zahrada
- Palais de Justice
- Vítězný oblouk na náměstí Darcy
- Jardin Darcy – veřejný park na náměstí Darcy
- La Maison Maille – firemní obchod společnosti Maille s hořčicí fungující od roku 1845[2]

## Muzea
- Burgundského života
- Archeologie
- François Rudeho
- Náboženského umění
- Umění
- Musée des Beaux-Arts (Muzeum výtvarných uměn) - jedno z nejstarších ve Francii. Vystavuje sochy, obrazy a další umělecká díla především ze 17. a 18. stol[2].

## Vzdělání
- Burgundy School of Business
- Université de Bourgogne

## Galerie

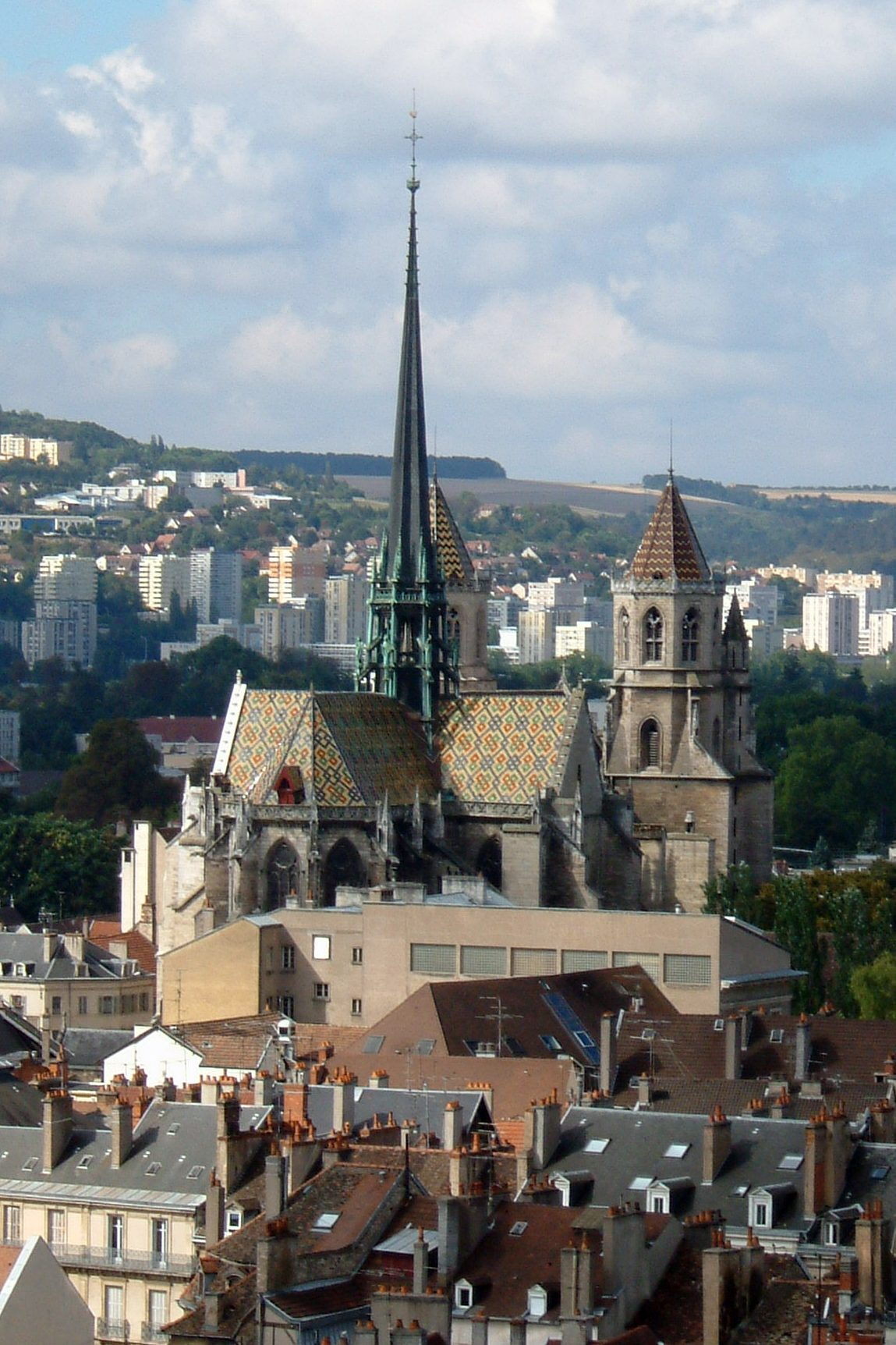
Katedrála sv. Benigna
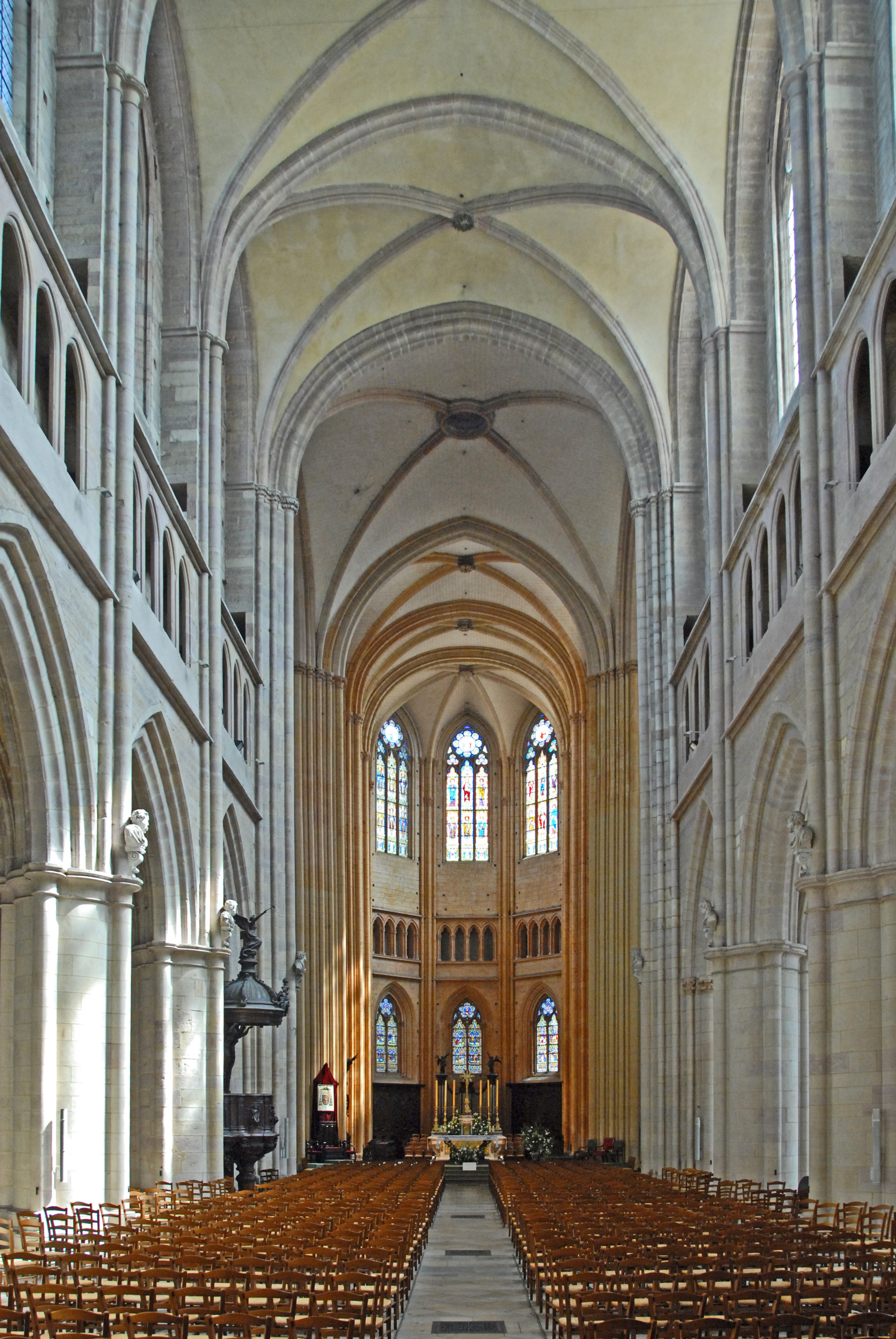
Interier
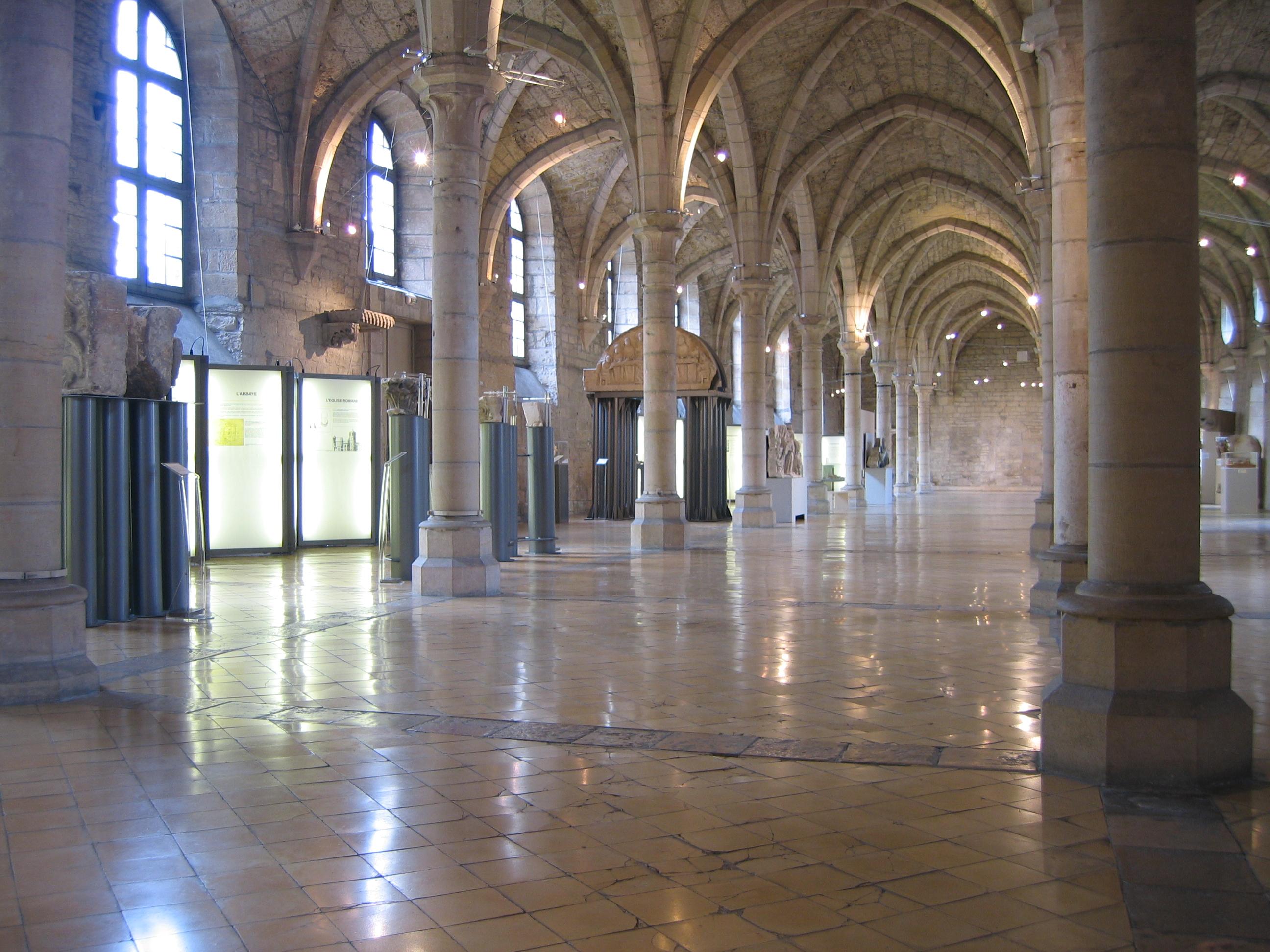
Dormitorium býv. benediktinského kláštera
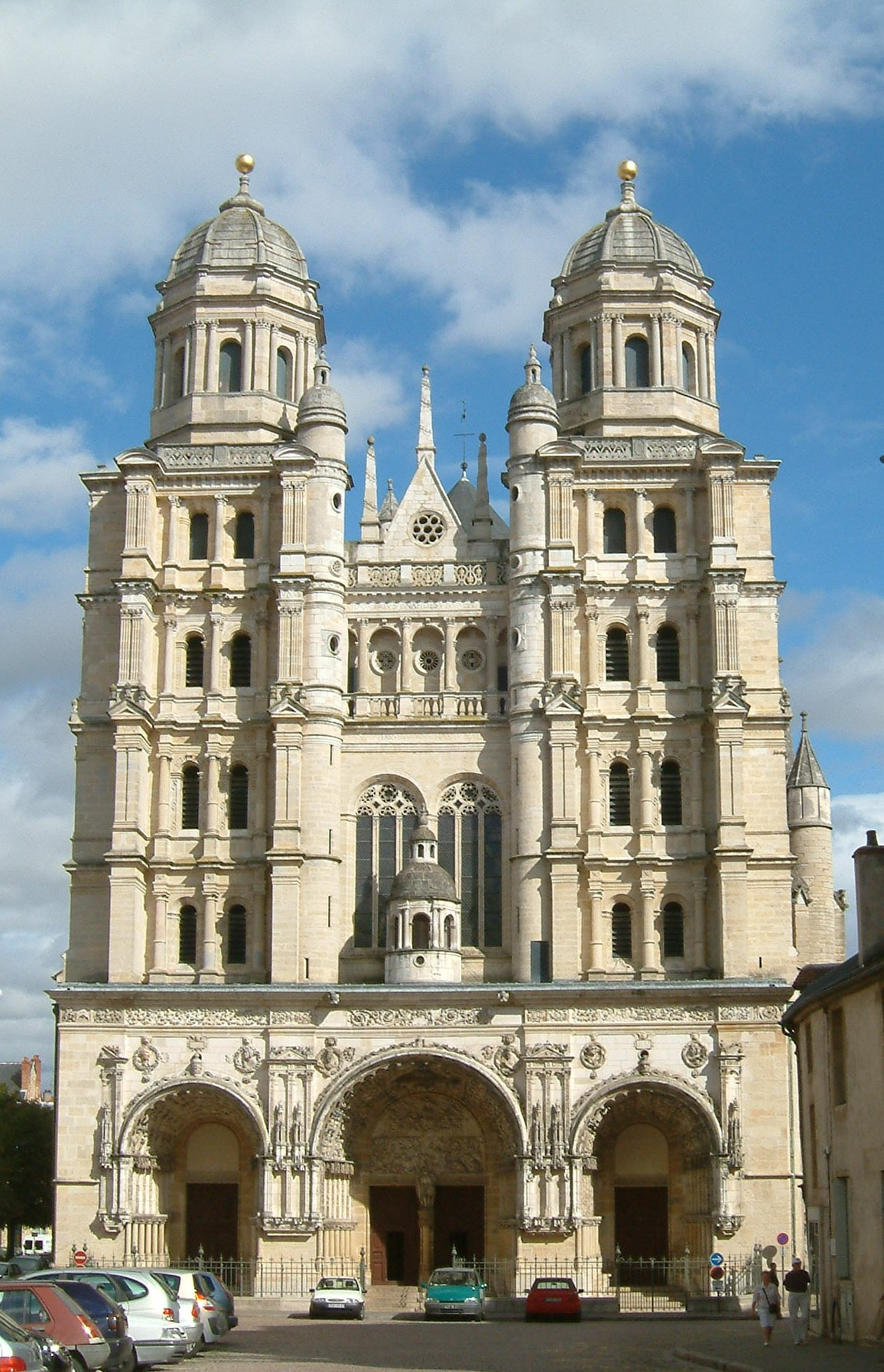
Kostel sv. Michaela
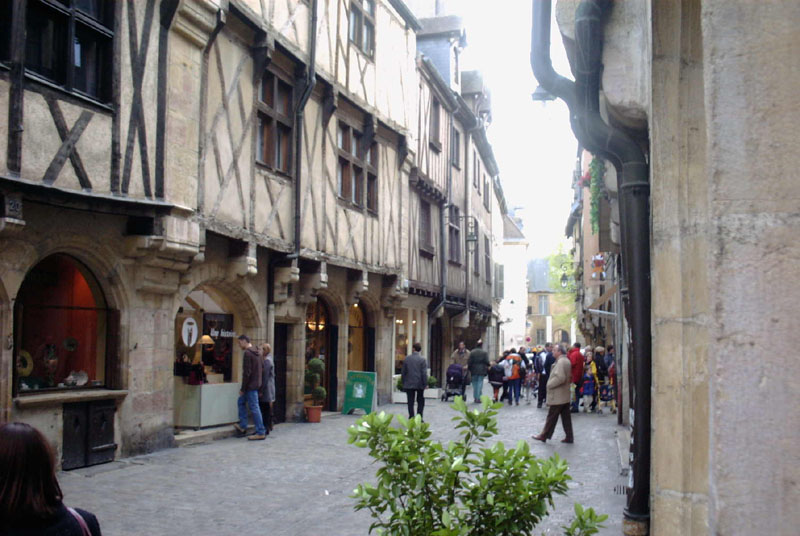
Ulička v centru
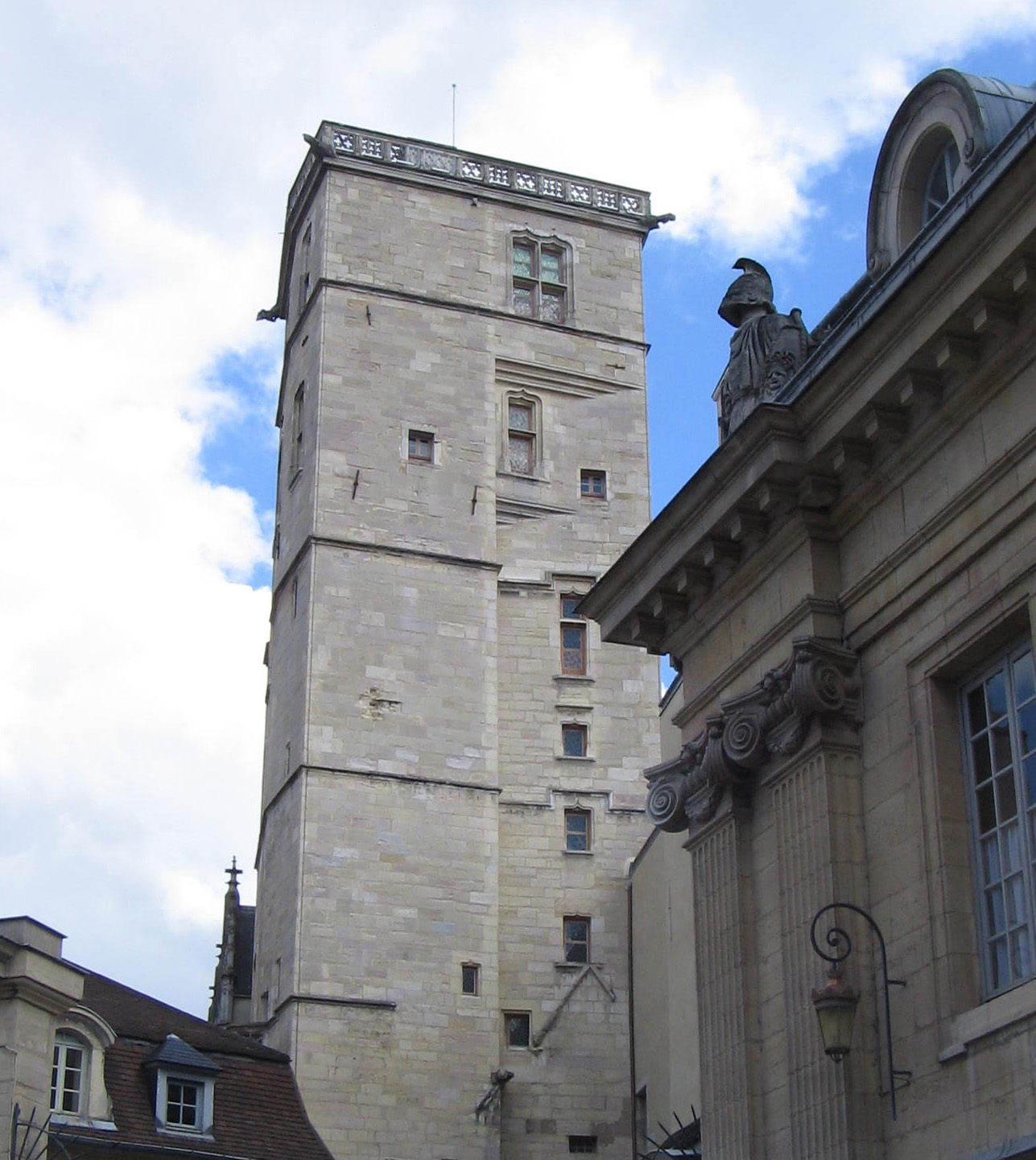
Věž Filipa Dobrého

## Doprava
Dijon leží na trati TGV Paris – Lyon – Marseiile, z Paříže 1;40 hod. jízdy. V Burgundsku je poměrně kvalitní pokrytí vlakovou (TER a SNCF) a autobusovou (TRANSCO) dopravou. Dijon leží na dálnici A 31 (Beaune – Luxembourg) a A 38 (Dijon – Paris), jižně od města je letiště Dijon-Bourgogne.
Městskou dopravu obstarává 21 autobusových linek, linka minibusů zdarma v okruhu přes celé centrum, a to i uličkami jinak určenými pouze pro pěší, a od roku 2012 i dvě tramvajové linky.

## Sport
- Dijon FCO – fotbalový klub[3]

## Vývoj počtu obyvatel
Počet obyvatel

## Osobnosti
- Gustave Eiffel (1832–1923), francouzský konstruktér a architekt
- Henri Giraud (1879–1949), francouzský generál a politik
- Svatá Alžběta od Nejsvětější Trojice (1880–1906), francouzská bosá karmelitka, autorka duchovních spisů
- Roger Guillemin (1924–2024), lékař, nositel Nobelovy ceny za fyziologii a lékařství
- Claude Jade (1948–2006), francouzská herečka
- Julien Pillet (* 1977), francouzský sportovní šermíř
- Virginie Razzanová (* 1983), francouzská tenistka

## Partnerská města
- Praha 6, Česko
- Dallas, Spojené státy americké
- Kluž, Rumunsko
- Mohuč, Německo
- Opolí, Polsko
- Pécs, Maďarsko
- Reggio Emilia, Itálie
- Skopje, Severní Makedonie
- Volgograd, Rusko
- York, Spojené království